# 大山観光電鉄
大山観光電鉄株式会社（おおやまかんこうでんてつ）は、神奈川県伊勢原市にある鋼索鉄道専業会社。小田急グループの企業で、神奈川中央交通の持分法適用会社となっている。丹沢山地の大山を登るケーブルカー大山鋼索線を運営している。

## 沿革
- 1950年（昭和25年）7月21日 - 大山観光株式会社を設立。
- 1953年（昭和28年）8月 - 大山観光電鉄株式会社に社名変更。
- 1957年（昭和32年）2月12日 - 小田急電鉄の関係会社となる。
- 1965年（昭和40年）7月11日 - 大山鋼索線が開業。

## 路線
運行路線の詳細は以下の項目を参照。
- 大山鋼索線（大山ケーブルカー） 大山ケーブル - 阿夫利神社 0.76km
  - 運賃（2019年10月1日改定[3]。2024年4月1日往復・団体運賃改定。期間別運賃を廃止し、通年同額とする[4]）
    - 大人 全線片道640円、往復1270円
    - 小児 全線片道320円、往復640円

  - 20分毎運転、所要6分

## ポイント
- 小田急ポイントサービスに加盟しており、大山ケーブル駅来場1回につきポイントを加算。

## 関連事業
- 喫茶「こま」（小田急伊勢原駅北口、構内） - 現在は撤退していて、観光案内所になっている。